# Episodi di The Life of Riley (quinta stagione)
La quinta stagione della serie televisiva The Life of Riley è stata trasmessa in anteprima negli Stati Uniti d'America dalla National Broadcasting Company tra il 14 settembre 1956 e il 7 giugno 1957.
| nº | Titolo originale                   | Titolo italiano | Prima TV USA      | Prima TV Italia |
| -- | ---------------------------------- | --------------- | ----------------- | --------------- |
| 1  | A Wire for Gillis                  |                 | 14 settembre 1956 |                 |
| 2  | The First Quarrel                  |                 | 21 settembre 1956 |                 |
| 3  | Buttering Up a Millionaire         |                 | 28 settembre 1956 |                 |
| 4  | The New Job                        |                 | 5 ottobre 1956    |                 |
| 5  | Destination Del Mar Vista          |                 | 12 ottobre 1956   |                 |
| 6  | Uncle Bixby Takes Over             |                 | 19 ottobre 1956   |                 |
| 7  | Friends Are Where You Find Them    |                 | 26 ottobre 1956   |                 |
| 8  | Juvenile Delinquent                |                 | 2 novembre 1956   |                 |
| 9  | Riley's Lonely Night               |                 | 9 novembre 1956   |                 |
| 10 | A Man's Pride                      |                 | 16 novembre 1956  |                 |
| 11 | Riley Hires a Nurse                |                 | 23 novembre 1956  |                 |
| 12 | Blessed Event                      |                 | 30 novembre 1956  |                 |
| 13 | Benefit for Egbert                 |                 | 7 dicembre 1956   |                 |
| 14 | Honeybee's Mother                  |                 | 14 dicembre 1956  |                 |
| 15 | World's Greatest Grandson          |                 | 21 dicembre 1956  |                 |
| 16 | Double, Double Date                |                 | 28 dicembre 1956  |                 |
| 17 | Riley Wins a Trip                  |                 | 4 gennaio 1957    |                 |
| 18 | Aloha Riley, Goodbye               |                 | 11 gennaio 1957   |                 |
| 19 | Change in Command                  |                 | 18 gennaio 1957   |                 |
| 20 | Strolling Through the Park         |                 | 25 gennaio 1957   |                 |
| 21 | Deep in the Heart of...            |                 | 1º febbraio 1957  |                 |
| 22 | Candid Camera                      |                 | 8 febbraio 1957   |                 |
| 23 | Foreign Intrigue                   |                 | 15 febbraio 1957  |                 |
| 24 | All-American Brain                 |                 | 22 febbraio 1957  |                 |
| 25 | Getting Riley's Goat               |                 | 1º marzo 1957     |                 |
| 26 | A Young Man's Fancy                |                 | 8 marzo 1957      |                 |
| 27 | Babs's Dream House                 |                 | 15 marzo 1957     |                 |
| 28 | A Watch for Gillis                 |                 | 22 marzo 1957     |                 |
| 29 | Junior's Future                    |                 | 29 marzo 1957     |                 |
| 30 | A Day at the Beach                 |                 | 5 aprile 1957     |                 |
| 31 | A House Divided                    |                 | 12 aprile 1957    |                 |
| 32 | Return to Blue View                |                 | 19 aprile 1957    |                 |
| 33 | The High Cost of Riley             |                 | 26 aprile 1957    |                 |
| 34 | Babs Comes Home                    |                 | 3 maggio 1957     |                 |
| 35 | Father-In-Law Versus Father-In-Law |                 | 10 maggio 1957    |                 |
| 36 | The Stray Dog                      |                 | 17 maggio 1957    |                 |
| 37 | Vacation Plans                     |                 | 24 maggio 1957    |                 |
| 38 | Homeless Otto                      |                 | 31 maggio 1957    |                 |
| 39 | Summer Job for Junior              |                 | 7 giugno 1957     |                 |